# 14335 Alexosipov
14335 Alexosipov este un asteroid din centura principală de asteroizi.

## Descriere
14335 Alexosipov este un asteroid din centura principală de asteroizi. A fost descoperit pe 3 septembrie 1981 la Observatorul de Astrofizică din Crimeea de Nikolai Cernîh. Asteroidul prezintă o orbită caracterizată de o semiaxă mare de 2,23 ua, o excentricitate de 0,21 și o înclinație de 5,9° în raport cu ecliptica.